# مقاطعة بالو ألتو (آيوا)
مقاطعة بالو ألتو (بالإنجليزية: Palo Alto County)‏ هي إحدى مقاطعات ولاية آيوا في الولايات المتحدة الأمريكية.